# Mychajło Storożenko
Mychajło Mychajłowycz Storożenko (ukr. Михайло Михайлович Стороженко, ros.  Михаил Михайлович Стороженко, ur. 12 listopada 1937 w Leningradzie, zm. 30 marca 2020) – ukraiński lekkoatleta, wieloboista, olimpijczyk. Podczas swojej kariery startował w barwach Związku Radzieckiego.
Zajął 8. miejsce w dziesięcioboju na igrzyskach olimpijskich w 1964 w Tokio.
W 1965 zajął 1. miejsce w tej konkurencji na listach światowych z wynikiem 7883 pkt., uzyskanym 1 sierpnia w Kijowie. Był to najlepszy wynik w jego karierze. Zajął 7. miejsce w dziesięcioboju na mistrzostwach Europy w 1966 w Budapeszcie.
Storożenko był mistrzem Związku Radzieckiego w dziesięcioboju w 1964.